# Taloqan (distrikt)
Taloqan är ett distrikt i Afghanistan. Det ligger i provinsen Takhar, i den nordöstra delen av landet, 250 kilometer norr om huvudstaden Kabul. Administrativt centrum är provinshuvudstaden Taloqan.
Distriktet beräknades år 2022 ha cirka 269 000 invånare.